# Neufelden
Neufelden è un comune austriaco di 1 329 abitanti nel distretto di Rohrbach, in Alta Austria; ha lo status di comune mercato (Marktgemeinde).

## Monumenti e luoghi d'interesse
- Castello di Pürnstein, nell'omonima località.